# Samuelsberg
Samuelsberg est une localité du comté de Troms, en Norvège.

## Géographie
Administrativement, Samuelsberg fait partie de la kommune de Kåfjord.